# Бежатубани
Бежатубани (груз. ბეჟათუბანი) — село в Грузии, на территории Харагаульского муниципалитета края (мхаре) Имеретия.

## География
Село находится в западной части Грузии, на правом берегу реки Чхеримелы, на расстоянии 25 километров к юго-востоку от посёлка городского типа Харагаули, административного центра муниципалитета. Абсолютная высота — 721 метр над уровнем моря.

## Население
По результатам официальной переписи населения 2014 года, в Бежатубани проживало 37 человек (17 мужчины и 20 женщин). В национальной структуре населения грузины составляли 94,6 %, русские — 5,4 %.
| Год  | Население, человек |
| ---- | ------------------ |
| 2002 | 62                 |
| 2014 | ↘ 37               |